# Ким Йе-джи
В това корейско име фамилията е Ким.
Ким Йе-джи (на корейски: 김예지) e южнокорейска състезателка по спортна стрелба. Ким е сребърна медалистка на 10 m въздушен пистолет от олимпийските игри в Париж.

## Биография
Ким е родена на 4 септември 1992 г. в Танян, Южна Корея. 
Ким става интернет сензация на олимпийските игри в Париж, след като се състезава във видимо отпусната поза, вдигната на конска опашка коса и стискайки малко плюшено слонче. Много потребители в социалните медии се възхищават на харизмата ѝ и я сравняват с измислените герои Джеймс Бонд и Сатору Годжо от мангата Jujutsu Kaisen. Ранната преса предполага, че слончето е подарък от дъщеря ѝ. В последващо интервю за Los Angeles Times Ким обяснява, че слончето всъщност е кърпа за ръце, дадена ѝ от нейния треньор, тъй като при зареждането на патрони в пистолетите ръцете на състезателите се омазняват.